# Филдинг, Билл
Уильям Джон Филдинг (англ. William John Fielding; 17 июня 1915 — май 2006), также известный как Билл Филдинг (англ. Bill Fielding) — английский футболист, вратарь.

## Футбольная карьера
Уроженец Конглтона, графство Чешир, Филдинг начал футбольную карьеру в клубе «Бродботтом». Впоследствии перешёл в «Херст». В мае 1936 года 20-летний вратарь стал игроком валлийского клуба «Кардифф Сити», где провёл два предвоенных сезона, сыграв 57 официальных матчей. В 1939 году официальные турниры в Англии были отменены из-за начала войны. В военное время в качестве гостя выступал за «Болтон Уондерерс» и «Стокпорт Каунти». В июне 1944 года официально перешёл в «Болтон Уондерерс», но не сыграл за клуб ни одного официального матча. В январе 1947 года перешёл в «Манчестер Юнайтед» в обмен на Билли Ригглзуорта для подмены основному вратарю команды Джеку Кромптону, получившему травму. Дебютировал за «Юнайтед» 25 января 1947 года в матче четвёртого раунда Кубка Англии против «Ноттингем Форест». После этого сыграл шесть подряд матчей в чемпионате, последним из них стал матч против «Дерби Каунти» 15 марта, в котором «Юнайтед» проиграл со счётом 3:4. После этого в ворота «Манчестер Юнайтед» вернулся Джек Кромптон, а Филдинг больше не играл за клуб. В июне 1948 года он завершил карьеру.

## Статистика выступлений
| Клуб              | Сезон            | Лига | Лига | Кубок | Кубок | Итого | Итого |
| Клуб              | Сезон            | Игры | Голы | Игры  | Голы  | Игры  | Голы  |
| ----------------- | ---------------- | ---- | ---- | ----- | ----- | ----- | ----- |
| Кардифф Сити      | 1936/37          | 24   | 0    | 1     | 0     | 25    | 0     |
| Кардифф Сити      | 1937/38          | 0    | 0    | 0     | 0     | 0     | 0     |
| Кардифф Сити      | 1938/39          | 26   | 0    | 6     | 0     | 32    | 0     |
| Кардифф Сити      | 1939/40          | 3    | 0    | 0     | 0     | 3     | 0     |
| Кардифф Сити      | Итого            | 50   | 0    | 7     | 0     | 57    | 0     |
| Манчестер Юнайтед | 1946/47          | 6    | 0    | 1     | 0     | 7     | 0     |
| Манчестер Юнайтед | Итого            | 6    | 0    | 1     | 0     | 7     | 0     |
| Всего за карьеру  | Всего за карьеру | 56   | 0    | 8     | 0     | 64    | 0     |